# Lestodiplosis callipus
Lestodiplosis callipus är en tvåvingeart som beskrevs av Gagne 1977. Lestodiplosis callipus ingår i släktet Lestodiplosis och familjen gallmyggor. Inga underarter finns listade i Catalogue of Life.